# Мухаммед-Реза Махдаві Кані
Мухаммед-Реза Махдаві Кані (перс. محمدرضا مهدوی کنی; 25 серпня 1931 — 21 жовтня 2014) — іранський державний і громадський діяч, аятола, міністр юстиції, міністр внутрішніх справ, виконував обов'язки прем'єр-міністра країни після вбивства його попередника Мухаммеда-Джавада Бахонара, голова Ради експертів від березня 2011 до 21 жовтня 2014 року.

## Життєпис
Народився в сім'ї аятоли. 1947 року переїхав на навчання до міста Кум. Серед його вчителів були Рухолла Мусаві Хомейні, Сеїд Хоссейн Боруджерді й Мухаммад Хусейн Табатабаї. 1949 Махдаві Кані за промови проти шаха був вперше заарештований.
За два роки повернувся в Тегеран, де став учителем богослов'я й імамом мечеті Джалілі. 1970 року за антиурядову діяльність був знову заарештований і зазнав тортур з боку членів САВАК, після чого був засуджений до чотирьох років ув'язнення, але звільнений за два завдяки старанням Хомейні. 1977 року Махдаві Кані став засновником і лідером Асоціації кліриків-борців, що ставила собі за мету повалення шаха, а пізніше — захист досягнень революції. Після перемоги ісламської революції 1979 року Хомейні призначив його до складу Ради Ісламської революції.
У кабінетах Раджаї й Бахонара Махдаві Кані обіймав посади міністра юстиції та внутрішніх справ. На початку вересня 1981 року був тимчасово призначений на пост прем'єр-міністра, протримавшись на ньому до 29 жовтня.
1989 року Хомейні призначив Махдаві Кані членом Ради з внесення поправок до конституції Ірану, а згодом він увійшов до складу Ради вартових. 1997 року був обраний членом Ради доцільності. 2009 підтримав кандидатуру Махмуда Ахмадінежада на президентських виборах. А на виборах 2013 підтримав Хассана Рухані.
У червні 2014 року Махдаві Кані був госпіталізований із серцевим нападом, де й помер 21 жовтня того ж року.